# Doomsday
Doomsday es un supervillano ficticio que aparece en los cómics estadounidenses publicados por DC Comics, comúnmente como el enemigo más letal de Superman, así como en la Liga de la Justicia. Creado por el escritor y artista Dan Jurgens, el personaje tuvo una aparición en Superman: The Man of Steel # 17 (noviembre de 1992) e hizo su primera aparición completa en Superman: The Man of Steel # 18 (diciembre de 1992).
Doomsday se clasificó como # 46 en la lista de IGN de los 100 mejores villanos de cómics de todos los tiempos. Es conocido como el único personaje que supuestamente mató a Superman en combate en el arco de la historia de La muerte de Superman. El personaje aparece en la película Batman v Superman: Dawn of Justice de 2016, con voz e interpretación de Robin Atkin Downes a través de la captura de movimiento.

## Historia de publicación
Fue creado debido a la "caída" de los cómics y productos de Superman, decidieron ingresar a nuevos héroes y nuevas historias, pero había que reemplazar o quitar temporalmente al Hombre de Acero para lograrlo. Se necesitaba una historia original, para llevar a cabo estos sucesos. Según un documental sobre Superman: Doomsday, los escritores y dibujantes de las historias de Superman fueron presionados para hacer la historia. Al final de una reunión, sobre The Adventures of Superman, el escritor Jerry Ordway, sugirió bromeando: «vamos a asesinarlo». La broma se convirtió en un chiste recurrente en las reuniones de los escritores, pero al final ganó «fuerza», con el editor Mike Carlin. En documental Up in the Sky!: The Incredible Superman history Carlin dijo que: «el mundo no estaba tomando en cuenta al Hombre de Acero, por lo que literalmente dijo "vamos a mostrarles, como sería un mundo sin Superman"».

## Biografía ficticia
Doomsday se representa como un monstruo demoníaco mortal, es diseñado genéticamente a partir de las profundidades del Krypton prehistórico. Su creador lo imbuyó de pocos sentimientos, principalmente odio y deseo de destrucción, lo que lo llevó a destruir mundos y finalmente a encontrar la Tierra, donde conoce a Superman. El personaje es conocido como el asesino de Superman en la historia de 1992, "La muerte de Superman".

### La máquina de matar definitiva
Originalmente conocido como "The Ultimate", Doomsday nació en tiempos prehistóricos en Krypton, mucho antes de que la raza humanoide kryptoniana ganara dominio sobre el planeta hace unos 250.000 años. En ese momento era un mundo violento e infernal, donde solo las criaturas más fuertes podían sobrevivir. En un cruel experimento que involucró la evolución, con la intención de crear el ser vivo perfecto, el científico alienígena Bertron liberó a un bebé humanoide (nacido in vitro en un laboratorio) en la superficie del planeta, donde fue rápidamente asesinado por el duro ambiente. Los restos del bebé fueron recolectados y utilizados para clonar una versión más fuerte. Este proceso se repitió una y otra vez durante décadas como una forma de evolución natural acelerada. La agonía de estas repetidas muertes quedó registrada en sus genes, lo que llevó a la criatura a odiar toda vida.
A medida que evolucionó, el niño finalmente pudo sobrevivir a las altas temperaturas y la atmósfera abrasadora, solo para ser rápidamente asesinado por los feroces depredadores que habitaban el planeta. Con el tiempo, y sin la ayuda de la tecnología de Bertron, ganó la capacidad de prosperar con la energía solar sin la necesidad de comida o aire, para volver a la vida y adaptarse para superar lo que lo había matado anteriormente. The Ultimate cazó y exterminó a los peligrosos depredadores de Krypton. Luego mató al propio Bertron, a quien había llegado a identificar como enemigo.
The Ultimate escapó de Krypton a través de una nave que llegaba regularmente para entregar suministros a Bertron (que había querido poco contacto con los nativos del planeta) y se embarcó en una matanza por varios planetas. Comenzó 245,000 años antes en el planeta Bylan 5, donde el príncipe apokoliptiano Uxas (el futuro Darkseid) estaba a punto de casarse con una princesa (para obtener los depósitos químicos de ese planeta para las fábricas de armas de Apokolips). The Ultimate mató al aliado de Uxas, Master Mayhem, casi instantáneamente e infundió un gran miedo en Uxas después de ver su pelea. Justo cuando el Ultimate y Uxas estaban a punto de encontrarse en combate, Uxas se vio obligado a huir; El alboroto de Ultimate había provocado que la atmósfera del planeta se volviera tóxica, por lo que los productos químicos no tenían valor para Apokolips. The Ultimate se subió a un transbordador que se escapaba y se estrelló en Khundia. Los clanes khundianos en guerra se unieron para construir una armadura protectora para un guerrero llamado Kobald, de quien esperaban sobrevivir el tiempo suficiente para obligar al Ultimate a subir a un cohete. Una vez que el cohete estuvo en el espacio, el Ultimate mató a Kobald y la explosión resultante lo envió a través del espacio.
Luego se cruzó con un Linterna Verde llamado Zharan Pel que fue golpeado hasta la muerte. El Ultimate tomó el anillo de poder de Linterna y, sintiendo el poder de los Guardianes del Universo, se dirigió hacia ellos. Los miles de Linternas Verdes que se enviaron para detenerlo fueron masacrados. Continuó hacia Oa, donde un solo Guardián luchó contra él, receloso de que los demás se unieran a la pelea, temiendo que el Ultimate absorbiera sus poderes como él creía que estaba sucediendo con sus poderes, por lo que como último recurso se sacrificó en la batalla para derrotarlo. La liberación de energías por parte del Guardián provocó un desgarro en el espacio a través del cual cayó el Ultimate.
Al llegar finalmente al planeta Calaton, devastó ese mundo durante tres años. Quedando sólo la capital, la familia real combinó sus fuerzas vitales en un solo ser de energía, el Radiante. El Radiante mató al Ultimate con una enorme explosión de energía (arrasando más de una quinta parte de su planeta en el proceso). En los procedimientos de entierro comunes de Calaton, el cadáver aparentemente muerto del Últimate estaba equipado y encadenado para evitar que su espíritu escapara a la otra vida, y fue disparado al espacio porque los asesinatos que cometió lo hicieron indigno de ser enterrado en Calaton. Finalmente, su ataúd metálico se estrelló en la Tierra, la fuerza del impacto lo llevó a las profundidades.

### La muerte de Superman
Después de liberar un brazo y salir de su bóveda enterrada, el Ultimate hizo un alboroto en el medio oeste de Estados Unidos, donde se encontró por primera vez con la Liga de la Justicia. Derrotó a todo el equipo de superhéroes en cuestión de minutos, lo que atrajo la atención de Superman. Lo más notable es que la criatura luchó todo el tiempo literalmente con una mano atada a la espalda (debido a sus antiguos cables de entierro), pero aun así pudo arrasar con toda la oposición y gran parte del área circundante. El único miembro de la Liga de la Justicia que podía defenderse de la criatura era Máxima. La criatura ganó su nuevo nombre cuando el miembro de la Liga Booster Gold comentó que el alboroto se parecía a "la llegada del Día del Juicio Final". El comentario llegó a los medios de comunicación y llevó a la criatura a ser conocida por su nuevo nombre de Doomsday. Five Leaguers, incluido Superman, combinaron sus poderes de energía para derrotar a Doomsday, pero solo lograron destruir el último de sus cables funerarios, lo que permitió que use ambas manos, empeorando así la crisis.
Durante su alboroto, el interés de Doomsday fue captado por vallas publicitarias y anuncios de televisión que anunciaban violentas competiciones de lucha libre celebradas en Metrópolis, que apelaron a su sed de sangre y atrajeron a la criatura sin sentido a dirigirse hacia la ciudad. Al contraatacar a la criatura, Superman descubrió que el poder de su oponente era más que un rival para el suyo y se estaba volviendo más fuerte. Se dio cuenta de que si Doomsday realmente llegaba a Metrópolis, la batalla resultante posiblemente podría destruir la ciudad y matar a millones de personas inocentes. Doomsday desarrolló un fuerte deseo de asesinar a Superman, un deseo que luego se explicó en la miniserie Hunter/Prey: "a partir de la agonía de morir continuamente durante su proceso de creación, Doomsday desarrolló en sus genes la capacidad de sentir a cualquier kryptoniano, así como un instinto primordial para tratar a cualquier ser como una amenaza automática".
En el espacio de unos pocos números de la serie de cómics de Superman, Doomsday luchó contra Superman en una lucha titánica, lo que llevó al héroe a concluir que la criatura continuaría atacando sin descanso y sin cesar, sin miedo ni compasión. Las cosas llegaron a un punto crítico en Superman (vol. 2) # 75, en el que tanto Doomsday como Superman se mataron a golpes frente al edificio Daily Planet en Metrópolis.
Después de la batalla, aparecieron cuatro súper seres y tomaron el manto de Superman, dos de ellos se declararon a sí mismos como el verdadero Superman. Uno era mitad hombre/mitad máquina que se parecía mucho a Superman con implantes cibernéticos donde Superman había sufrido la mayor cantidad de daño por los golpes de Doomsday. Este "Superman" tomó la custodia del cuerpo de Doomsday. Después de atar el cuerpo a un asteroide con un dispositivo electrónico adjunto, el cyborg arrojó a Doomsday al espacio profundo en una trayectoria supuestamente segura de nunca cruzarse con ningún otro planeta. El problema terminó con un panel de Doomsday despertado y riendo, todavía encadenado al asteroide pero vivo.

### Rematch: Hunter/Prey
Después de atravesar un agujero de gusano, el asteroide de Doomsday fue encontrado por una nave carroñera del espacio profundo. Tras examinar la roca flotante de aspecto peculiar, la tripulación de la nave recuperó el objeto con la esperanza de encontrar algo de valor. La nave del carroñero estaba en una ruta a Apokolips, el hogar del ahora poderoso tirano Darkseid, ahora empoderado por la legendaria Fuerza Omega mucho después de su primer encuentro con Doomsday. Doomsday estaba completamente descansado y, después de matar a la tripulación de la nave de salvamento, se encontró aterrizando en el duro mundo. Esta iba a ser la configuración para un enfrentamiento final entre Doomsday y Superman, que se había sentido inquieto por la posibilidad de la resurrección de Doomsday. Con la ayuda de sus contactos de la Liga de la Justicia, Superman adquirió una Caja Madre, una computadora sensible, después de que el sirviente de Darkseid, DeSaad, contactara a la Tierra por un problema en Apokolips.
Sin que Superman lo supiera, Doomsday se había enfrentado y vencido a Darkseid en combate singular, incluso después de resistir el efecto completo de los Omega Beams de Darkseid, y estaba arrasando con Apokolips. Antes de que Superman pudiera lidiar con Doomsday, Desaad abrió un boom tube a Calaton, el primer mundo donde Doomsday fue derrotado con éxito, y envió a Doomsday a lo que creía que era su derrota a manos de Radiant. Sin embargo, Doomsday pudo adaptarse y vencer a cualquier oponente debido al proceso por el cual fue creado, por lo que, aunque Radiant lo había derrotado una vez, no podría volver a derrotarlo. Del mismo modo, aunque Superman había matado a Doomsday una vez antes, no pudo volver a hacerlo. Superman, sabiendo esto, habiendo aprendido la historia de Doomsday por el manipulador del tiempo Waverider, estaba obsesionado con detener a Doomsday y lo siguió a Calaton. Luchó contra Doomsday nuevamente con la ayuda de la Caja Madre, pero, a pesar de que le proporcionó armas adicionales, como una pistola ultrasónica y una espada de energía, Superman fue derrotado cuando las evoluciones de Doomsday lo volvieron inmune a los ataques de Superman, como sus canales auditivos, siendo sellado por nuevos crecimientos óseos o sus nudillos pueden salir disparados de su cuerpo para 'fijar' a Superman en el aire. Eventualmente, con su brazo izquierdo habiendo sufrido una fractura compuesta y la mayoría de sus armas perdidas, Superman se vio obligado a usar uno de los dispositivos de viaje en el tiempo de Waverider para dejar a Doomsday varado en el Fin de los Tiempos, donde Doomsday se encontró con la única fuerza que no pudo vencer: entropía. Al devolver a Superman al presente, la Caja Madre curó las heridas de Superman y luego "murió". En Apokolips, Darkseid, a pesar de haber sido golpeado casi hasta la muerte por Doomsday, quedó fascinado con él después de presenciar sus habilidades de primera mano y conocer su origen de Waverider.

### The Doomsday Wars
Doomsday regresó una vez más en la miniserie The Doomsday Wars. En esta serie, Prin Vnok, un subordinado de Brainiac, usa su tecnología para viajar al Fin de los Tiempos y recuperar a Doomsday para combinar el enorme poder de la bestia con el formidable intelecto de Brainiac después de que el cuerpo original de Brainiac resultó gravemente herido en su última pelea con Superman (este se explicó que tuvo lugar en el momento de la reconstrucción de la línea de tiempo después de los eventos de "Zero Hour"; la reconstrucción del tiempo significó que Brainiac pudo cambiar los eventos de la derrota de Doomsday). Sin embargo, no pudo borrar la conciencia de Doomsday con drogas porque reaccionó demasiado rápido para que el proceso funcionara. Con la fuerza de voluntad de Doomsday demasiado fuerte para que Brainiac lo abrume permanentemente por su cuenta, Brainiac optó por usar un huésped humano para diseñar genéticamente un clon de Doomsday sin la mente del original, mientras se alojaba temporalmente en la cabeza de Doomsday para usar la fuerza de la criatura hasta que se vería obligado a salir. Eligió usar al bebé recién nacido de Pete Ross y Lana Lang, nacido ocho semanas antes de tiempo y transportado por Superman a un hospital. Brainiac interceptó a Superman y robó al bebé para lastimar a su antiguo enemigo, deduciendo correctamente que era el hijo de alguien cercano a Superman y sintiendo que el ADN aún maleable del bebé lo haría ideal para el plan. Al final, Superman frustró el complot de Brainiac al expulsarlo del cuerpo de Doomsday mediante el uso de un "bloqueador psiónico" que bloqueaba la telepatía, y al mismo tiempo rescató al bebé del equipo de Brainiac después de que los tratamientos de su enemigo llevaron al niño a término antes de infundirle con el ADN de Doomsday. Luego atrajo a Doomsday a la luna, donde lo colocó en una especie de estasis con cuatro teletransportadores de la Liga de la Justicia. Transportándose perpetuamente entre esas cuatro cabinas, Doomsday nunca estaría integrado en más del 25% y, por lo tanto, no pudo escapar.

### Our Worlds at War
Después de estos eventos, Doomsday fue lanzado por el Escuadrón Suicida de Manchester Black para luchar contra Imperiex, una amenaza considerada mayor que el mismo Doomsday. Una vez liberado, Doomsday masacró al Escuadrón, luego pasó a luchar contra las numerosas sondas de Imperiex (Black alteró su mente para considerarlas como la amenaza que normalmente percibía como Superman), que hasta ahora habían logrado herir gravemente o matar a la mayoría de los héroes de la Tierra. Doomsday atravesó numerosas sondas aparentemente con poco esfuerzo, mientras que con la ayuda de Superman, la única vez que los dos enemigos estuvieron cerca de formar equipo, antes de finalmente enfrentarse a Imperiex. Imperiex resultó ser demasiado para Doomsday: destruyó a la criatura y la redujo a un esqueleto resplandeciente.

### Sintiencia
Superman (vol. 2) # 175 conmemoró el número 100 desde la muerte de Superman en la batalla con Doomsday, organizando una revancha. El esqueleto de Doomsday fue recuperado y su carne volvió a crecer por Lex Luthor usando el ADN kryptoniano de Superman, quien le dio Doomsday a Darkseid para pagar la deuda de guerra de la Tierra con Apokolips (Darkseid buscó controlar a Doomsday desde su último encuentro). En ese momento, Doomsday había desarrollado inteligencia y sintiencia. Luthor arregló que el Joker soltara a Doomsday en Washington D. C., para demostrar que estaba "en buenas condiciones de trabajo". También resultó ser el aniversario del día en que Superman murió mientras detenía Doomsday. A pesar de estar debilitado por exposición de kryptonita cuando Luthor intentó explotar los orígenes kryptonianos de Doomsday, Black Lightning reinició el corazón de Superman y llegó a Doomsday justo cuando el monstruo estaba luchando con Detective Marciano. Al enterarse de J'onzz que Doomsday quería matar a Luthor porque culpaba a Luthor por su "muerte" en la Guerra Imperiex, Superman pronto lucharía contra Doomsday nuevamente y, esta vez, derrotaría humildemente a la criatura noqueándolo y probándose a sí mismo y a los demás. mundo que Doomsday nunca volvería a ser igual a Superman:
Eres diferente ahora. Puedes pensar por ti mismo. Así que piensa en esto. Antes, eras una cosa sin sentido. Nada podría lastimarte. No podías sentir dolor, y mucho menos entenderlo. Pero una vez que lo has sentido, te cambia para siempre. Y comenzarás a entender algo nuevo. Miedo. He vivido con eso toda mi vida. No querrás volver a morir, ¿verdad? La agonía de lo que te ha pasado afecta tu velocidad, tu fuerza... y esa pequeña duda, que no puedes ganar hoy, crece. Ahora lo entiendes, ¿no? Nunca más me harás daño. Nunca más me matarás. ¡Nunca más!
Darkseid intentó replicar Doomsday, produciendo un ejército de "clones" de Doomsday. Darkseid no pudo duplicar a la perfección a la criatura en todo su poder, pero aun así usó las réplicas como sus soldados de a pie, generalmente para distraerse o intimidar. Fueron derrotados por una combinación de visión de calor y los batarangs explosivos de Batman durante un ataque a Isla Paraíso, mientras que Darkseid secuestró a la recién llegada Kara Zor-El/Supergirl.
Cuando Superman viajó a Apokolips para recuperar la vida de Steel, Mortalla (la esposa de Darkseid) ordenó a sus tropas que liberaran a Doomsday para ayudar a Darkseid. La breve libertad de Doomsday fue rápidamente detenida por Steel en Entropy Aegis, una armadura con un poder increíble que había sido construida con los restos de una sonda Imperiex. Doomsday desapareció y fue visto vagando por las duras tierras de Apokolips.
Con su nueva inteligencia, Doomsday logró escapar de Apokolips y regresar a la Tierra. A su llegada, Doomsday se encontró con una serie de emociones que antes le eran ajenas: amor, compasión y bondad. Explorando la gama completa de estas nuevas emociones, Doomsday se dirigió a Metrópolis una vez más, aunque no de la manera destructiva que lo había hecho antes. A su llegada a Metrópolis, Doomsday encontró a Superman al borde de la muerte a manos de Gog e intervino para ayudar a Superman en una lucha inútil contra el ejército de Gog.
En un nuevo futuro, Doomsday fue recordado como uno de los mayores héroes de la Tierra, que continuó el legado de Superman al liderar un ejército bajo su nombre contra el ejército de Gog. Esta nueva línea de tiempo terminó cuando se reveló que Superman todavía estaba vivo, atrapado y torturado con kryptonita durante dos siglos por Gog. Finalmente, Superman logró convencer a Gog del error de sus caminos. Gog se ofreció a corregir el pasado devolviendo a Doomsday a un punto anterior en la línea de tiempo pero, en el proceso, Doomsday perdería su inteligencia y humanidad. De regreso al presente, Doomsday inconsciente fue transportado por una versión más joven de Gog a un lugar desconocido con un propósito desconocido.

### Crisis Infinita
Durante Crisis infinita, Doomsday fue liberado del cautiverio en una caverna cerca del centro de la Tierra por Doctor Psycho y Warp. El Doctor Psycho lo controló mentalmente y lo usó como el "portador de lanza" de un ataque de supervillanos en Metrópolis. Cuando apareció frente a Green Arrow, fue detenido por Kal-El y Kal-L, quienes hicieron un trabajo rápido con el villano como, por primera vez desde Crisis on Infinite Earths, los dos Supermen han actuado en equipo.

### Nuevo Krypton
Doomsday regresó en la página final de Superman #681, estrellándose en Metrópolis poco después de que los representantes de Kandor se reunieran con el presidente. Luego, Doomsday aparentemente fue asesinado en la luna de la Tierra cuando Superman, Supergirl y muchos de los habitantes de Kandor lo mataron saltando en Action Comics # 871, aplastando el cráneo del monstruo.
Después de la pelea, el cadáver destrozado de Doomsday terminó en manos del general Sam Lane, quien estaba a cargo de una misteriosa agencia gubernamental decidida a detener la "invasión" kryptoniana de la Tierra. Se ha insinuado que el General Lane envió a Doomsday tras los kandorianos en primer lugar, y la criatura es solo una de las "armas" a disposición de Lane. El general Lane puso a Lex Luthor a trabajar aparentemente para "mejorar" a Doomsday quien, al final de New Krypton, aún no se había despertado de su muerte más reciente.
Durante la pelea, Zor-El (tío de Superman) le dijo que Doomsday fue creado por kryptonianos en el antiguo Krypton a través de una "evolución forzada" y, como resultado, la criatura odia a todos los kryptonianos.

### Reinado de Doomsday
Doomsday regresó para labrar un nuevo camino de destrucción en todo el Universo DC. Su viaje comenzó en Steel one-shot y continuó en Outsiders (vol. 4) #37, Justice League of America (vol. 2) #55, Superman/Batman Annual #5, Superboy (vol. 4) #6 y en el hito Action Comics #900. Doomsday, exhibiendo un conjunto de poderes aumentado y ampliado que parecía adaptarse a cada uno de sus oponentes, atacó, derrotó y secuestró a Steel, el Cyborg Superman, el Erradicador, Supergirl y Superboy, antes de llevarlos a un satélite camuflado en la antigua ubicación de New Krypton. Superman descubrió que todo esto era parte de un complot de Lex Luthor. Después de localizar el satélite, Superman intentó liberar a sus aliados, solo para que todos descubrieran el cuerpo aparentemente inerte de Doomsday, así como tres clones separados, cada uno con un conjunto de poderes diferente.
Intentando huir de los clones con Doomsday, la Familia Superman descubrió que su nave estaba en camino a la Tierra con el potencial de desencadenar un evento de nivel de extinción si llegara a atacar. Su intento de desviar la nave fue interrumpido por un ser llamado "Doomslayer", que se parecía a una versión cyborg de Doomsday y luego se reveló que era un Doomsday que fue arrojado por un tubo infinito que le dio tiempo para evolucionar. Doomslayer destrozó sin esfuerzo a Erradicador y proclamó que la Tierra debe morir por el futuro.
Doomslayer creía que el Doomsday original era una infección, por lo que planeó destruir la Tierra, ya que consideraba que la Tierra era la zona cero de la "infección" de Doomsday. Superman y sus amigos escaparon de la nave con el Doomsday original y evitaron que la nave se estrellara contra la Tierra, empujándola hacia la bahía de Metrópolis. Posteriormente, Doomslayer atacó la ciudad con los clones de Doomsday, decidido a borrar todo rastro y conocimiento de Doomsday de la existencia. Los clones se extendieron por todo el mundo, causando estragos, mientras que el segundo plan de Doomslayer era atraer a los Doomsday para que alcanzaran el núcleo de la Tierra para poder expandir el universo dentro de la torre de la nave y destruir el planeta desde adentro, borrando así todo conocimiento de Doomsday del universo.
En S.T.A.R. Labs, los aliados de Superman usaron el cuerpo original de Doomsday para tratar de encontrar una manera de detener a los clones de Doomsday. Doomsday despertó, pero Erradicador (quien se pensaba que había sido asesinado por Doomslayer) tenía el control. Cuando Erradicador y los héroes atacaron a los clones de Doomsday, advirtió que la mente de Doomsday estaba comenzando a despertar. En la batalla final, un Superman debilitado se puso en contacto con la inteligencia artificial de la nave antes de que llegara al núcleo de la Tierra, con la esperanza de que la torre se teletransportara. Mientras tanto, los clones de Doomsday fueron derrotados por los héroes de la Tierra y enviados de regreso al pozo en el que se encontraba la torre. Erradicador llegó y defendió a Superman, ahora muy débil, de Doomslayer, arrojando rápidamente a Superman fuera de la torre y permitiéndose quedar atrapado con Doomslayer antes de que la torre se teletransportara.

### The New 52
En The New 52 (un reinicio de 2011 del universo de DC Comics), Doomsday hizo su debut oficial en septiembre de 2013 como parte del "Mes de los villanos". En Superman/Batman #3.1 Doomsday atacó a Krypton hace muchos años cuando Lara era teniente en el seminario militar de élite. El Coronel Zod lo enfrentó vistiendo una antigua armadura de los guerreros fundadores de Krypton, pero su batalla provocó la muerte de miles de kryptonianos. Zod aparentemente derrotó a Doomsday, enviándolo a la Zona Fantasma. Años después, el General Zod, ahora también preso en la Zona Fantasma, se comunica con la niña Kara Zor-El, diciéndole cómo admiraba a la criatura porque destruía todo, un atributo que buscaba para que su gente fuera fuerte ya que años de complacencia habían debilitado a los kryptonianos. Zor-El narró una profecía en la que el último caballero de la Casa de El viajará a un planeta lejano tras la destrucción de Krypton. Doomsday encontrará al último caballero más tarde y luchará contra él para salvar a su gente, sacrificando su propia vida para hacerlo.
En Superman/Wonder Woman, Doomsday aparece misteriosamente en el Océano Atlántico Norte y lucha contra Wonder Woman, rompiéndole el brazo antes de desaparecer. Después de describirle a Superman a su atacante, ambos viajan a la Fortaleza de la Soledad, donde Diana identifica a Doomsday en un dispositivo de visualización de la Zona Fantasma. Superman asume que las paredes de la Zona Fantasma están fallando, lo que ha permitido los escapes momentáneos de Doomsday.
Meses después, la criatura escapa una vez más de la Zona Fantasma para causar estragos en todo el mundo, cambiando a una forma aún más letal; ahora, todo ser vivo en su vecindad muere, e incluso las estructuras físicas se desmoronan. Superman, Wonder Woman, Steel y la Liga de la Justicia luchan por derrotarlo, e incluso piden la ayuda de Lex Luthor; al final, Superman arrastra el cuerpo de Doomsday al planeta Venus y lo incinera. Creyendo que Doomsday está muerto, Superman regresa a la Tierra, solo para observar con horror cómo la criatura se teletransporta allí. Finalmente, al darse cuenta de que no tiene otra opción, Superman mata a Doomsday, cortando al monstruo por la mitad y, mientras se desintegra, inhala sus restos como cenizas para contenerlos dentro de su cuerpo indestructible. Sin embargo, poco después, comienza a cambiar, mentalmente muestra signos de estrés y agresión exacerbados, y gradualmente también físicamente. cada vez más parecido a Doomsday. Se revela que Doomsday fue lanzado por Phantom King (Xa-Du), por instigación de Brainiac; este último lo orquestó para deshacerse de Superman mientras se preparaba para asimilar las conciencias de todos los seres humanos del mundo. Sin embargo, Superman logró tomar el control del furioso poder y la furia de Doomsday durante el tiempo suficiente para atacar y derrotar a la gigantesca nave nodriza de Brainiac, arrastrándola a un agujero negro y librándose de la infección de Doomsday en el proceso.

### DC Renacimiento
En DC: Renacimiento, después de la muerte del New 52 Superman, el Superman pre-Flashpoint parece enfrentarse a Lex Luthor mientras intenta proclamar su nuevo papel como protector de Metrópolis en ausencia del Hombre de Acero, pero su lucha se interrumpe cuando Doomsday. emerge de un ataúd que estaba siendo transportado por un grupo no identificado en un aerodeslizador sobre ellos. Mientras Superman y Lex intentan luchar contra la criatura, Superman se preocupa al darse cuenta de que este Doomsday opera con un nivel de fuerza similar al de la criatura a la que se enfrentó por primera vez en su mundo, pero también tiene cierto grado de planificación estratégica, atacando pasando trenes y civiles para distraer a Superman y Luthor. Cuando Wonder Woman parece ayudar, Doomsday se marcha, pero Superman y Wonder Woman pueden interceptarlo antes de que llegue a la esposa de Superman, Lois, y a su hijo Jon. Mientras Wonder Woman lleva a Lois y Jon a la JLA Watchtower por seguridad, Superman se confunde cuando un grupo desconocido aparece y ataca a Doomsday, pero son rápidamente derrotados. Posteriormente, logra atraer a Doomsday a su propia Fortaleza improvisada. Lois y Jon le suplican a Diana que ayude a Clark cuando él lucha por contenerlo y ella pronto se une a la batalla nuevamente. Esto le da tiempo a Clark para usar el proyector Zona Fantasma para atrapar a su enemigo, pero no sabe que el grupo desconocido liderado por el Sr. Oz interceptó el rayo de Zona Fantasma y capturó a Doomsday para sus propios propósitos desconocidos.
Después de la fusión de las líneas de tiempo de Superman pre y post-Flashpoint en "Superman Reborn", Doomsday se volvió más inteligente y escapó de su confinamiento cuando Tim Drake, quien también había sido encarcelado por el Sr. Oz, abrió todas las celdas para escapar. Tim Drake de la línea de tiempo "Titans Tomorrow", que también había sido encarcelado allí, vino a su rescate y aturdió a Doomsday varias veces con rondas de municiones de Kryptonita. Incapaz de derribarlo, lo engañó para que volviera a entrar en su celda persiguiendo un holograma de Superman.

## Poderes y habilidades
Cuenta con la habilidad de que ningún ser vivo puede ser capaz de controlar su mente además que no puede ser atravesado por los personajes con intangibilidad.
Doomsday fue creado y dejado evolucionar a través de la clonación de un bebé que fue asesinado una y otra vez, por una de las más peligrosas especies del universo en uno de los ambientes más hostiles en existencia, el Krypton prehistórico. De esta manera, al volver a la vida era resistente o inmune a lo que lo había matado antes. La única forma de destruir definitivamente a Doomsday, es eliminando hasta la última molécula de él. Después que el Radiante lo mató la primera vez que pelearon, Doomsday se volvió inmune a los ataques de energía proyectada, ataques creados por cualquier tipo de energía eran inútiles contra este, e incluso logró resistir una descarga completa del Efecto Omega proyectada por Darkseid. La cantidad de daño hecho a Doomsday determina cuanto tiempo tardará en recuperarse a su estado pleno. Después de su muerte a manos de Superman, solo necesitó unos días para recuperarse, pero cuando Imperiex lo redujo a un esqueleto humeante, le tomó meses.
Doomsday puede también desarrollar resistencia a las heridas comunes. Superman una vez utilizó una pistola de ultrasonidos para atacarlo, pero los canales auditivos de Doomsday se cerraron, haciéndolo inmune al arma utilizada por Superman. Waverider una vez paralizó a Doomsday con energía cronal, pero en el segundo intento, se le devolvió. En esencia, Doomsday se vuelve gradualmente más invulnerable si no es herido más allá de su capacidad de recuperación, la cual no ha sido definida aún. Doomsday también ha desarrollado armas y habilidades que afectan a los poderes de sus oponentes. Logró anular al ser de energía pura conocido como Radiante golpeándolo, extendió sus garras convirtiéndolas en venenosas para golpear a Superman mientras volaba y acercarlo a él y expulsó llamas por la boca contra seres sensibles al fuego como Martian Manhunter. Doomsday está cubierto por una estructura ósea afilada que provee protección a sus pocos órganos vitales (cerebro, ojos, nervios) y actuando como armas en sus manos, hombros, codos, rodillas y pies.
Doomsday posee una fuerza física extrema que de manera considerable excede a la de Superman, en su primer enfrentamiento logró sin esfuerzo resistir y vencer a la Liga de la Justicia al completo, literalmente con un brazo atado a su espalda (por su traje de contención del entierro Calatoniano), incluyendo a Superman y a Orion. Siendo capaz de quebrar el brazo izquierdo de Superman con facilidad, como también de enfrentarse cuerpo a cuerpo con Darkseid y dejarlo inconsciente.
Doomsday es inmensamente resistente al calor, al frío, y al daño convencional, permitiéndole sobrevivir en los mundos más inhóspitos, o en el vacío del espacio. Su resistencia aparentemente supera considerablemente a la de Superman, ya que es capaz de resistir un impacto directo y al máximo de poder del «Efecto Omega» disparado por Darkseid sin la menor señal de daño.
Doomsday es poseedor de un aguante inacabable, y no demostró el menor cansancio después de luchar todo el día contra Superman. Sus reflejos y velocidad son mayores a los esperados para su descomunal tamaño, y ha sido capaz de igualar a Superman en este aspecto. No puede volar, pero en su lugar se desplaza dando saltos a través de kilómetros de distancia. Superman toma esto como una ventaja en su primera batalla tratando de mantener a la criatura en el aire, al ser este su elemento.
Doomsday tiene habilidades como que es inmune al control cerebral o que ningún personaje con intangibilidad puede atravesar su cuerpo debido a su esqueleto sobresalido de su piel. Doomsday tiene un acelerado factor de curación que le permite regenerarse rápidamente de muchos daños. Al recibir un corte en un costado por una espada de plasma empuñada por Superman, este se cerró en breves instantes. Como resultado de su ingeniería, Doomsday no necesita, comer, beber, respirar, o dormir, y su cuerpo es casi completamente una masa sólida con pocos órganos vulnerables.

## Otras versiones
- En el libro de no continuidad All-Star Superman, la versión moderna de Grant Morrison de la Edad de Plata incluye el A.D.N. P.R.O.J.E.C.T., que es resucitado por un científico llamado Leo Quintum. Bajo la dirección de Quintum, el P.R.O.J.E.C.T. se dedicó a "la ingeniería de nuevas formas humanas", incluidos los drones trabajadores Bizarro, gigantes llamados "Voyager Titans" que podían viajar por el espacio por sus propios medios y "nanonautas" microscópicos que podían desbloquear los misterios del mundo subatómico. El objetivo final de P.R.O.J.E.C.T. era crear un Superman de reemplazo, en caso de que algo le sucediera al original. En All-Star Superman #4, se reveló que el P.R.O.J.E.C.T. (con el apoyo de la División Cadmus del Ejército de los EE. UU.) creó una fórmula para otorgar fuerza y durabilidad al nivel de Superman en un humano normal, pero todos sus sujetos de prueba finalmente se agotaron. Jimmy Olsen se disparó con una pistola de jeringa que contenía una fórmula marcada como "No abrir hasta el día del juicio final" y se transformó en una figura corpulenta de piel gris con protuberancias óseas. Logró detener a un Superman negro afectado por kryptonita y se transformó de nuevo en su forma normal antes de que la fórmula tuviera la oportunidad de matarlo. No se discute si Superman luchó contra un Doomsday original en este universo.[37]
- Durante la historia de "Lifeline" que se desarrolló en Wonder Woman, un duplicado imperfecto de Doomsday fue creado por una inteligencia artificial basada en el hijo del científico Doctor Julian Lazarus,[38] pero fue destruido cuando los aliados de Wonder Woman pudieron alimentar al clon con tanto poder que sus huesos lo cubrieron y volvió a un estado de estatua que podía romper con relativa facilidad.[39]
- En un intento por entender la muerte y burlarse de la Muerte de Superman, Mister Mxyzptlk creó una copia temporal de Doomsday, a la que llamó "Bada-Bing-Bada-Boomsday", aunque la borró una vez más después de que lo mató temporalmente. Esta versión tenía una piel de color amarillo claro en lugar del tinte gris de la versión principal, además de más púas. Este número se conoció como "La Muerte del Mr. Mxyzptlk".[40]
- En Tangent Universe, Doomsday era miembro de la Patrulla Condenada.[41]
- En LJA/Vengadores # 4, Doomsday se mostró en un panel cerca del final de la batalla de los héroes contra el ejército de villanos cautivado de Krona, donde aparentemente fue derrotado por Thor.[42]
- En la historia cruzada de Young Justice, "World Without Young Justice", se cambió el pasado de todos los miembros del equipo. Superboy era ahora uno de los dos intentos de clonación después de la muerte de Superman. Su némesis era una versión adolescente de Doomsday conocida como "Doomsboy".[43]
- En Action Comics # 856, un Bizarro No. 1 creó un "Bizarro Doomsday".[44]
- En la historia de Superboy "Hipertensión", Black Zero tenía una colección de docenas de Doomsdays de realidades alternativas.[45]
- En Superman: hijo rojo, Doomsday fue uno de los muchos villanos creados por el Dr. Luthor.[46]
- Una criatura parecida a Doomsday con el nombre en código "All-American Boy", se introdujo en la historia de Superman/Batman, "La Búsqueda de la Kryptonita".[47] All-American Boy fue un experimento para usar kryptonita para unir raspados de células tomadas de Doomsday a un huésped humano (Joshua Walker).[48] Walker, un héroe local de Smallville convertido en soldado, bajo control mental luchó contra Superman, devastando Smallville, Kansas, en el proceso. Batman localizó a los padres de Josh, quienes lo convencieron de que se detuviera y recuperó la conciencia. La líder del proyecto, Amanda Waller, se vio obligada a contribuir a las reparaciones de Smallville a cambio de que sus tratos en el proyecto AAB permanecieran en secreto.[49]
- En la historia de Superman/Batman "Mash-Up", elementos de Doomsday se combinaron con partes de Deathstroke, creando al villano "Doomstroke".[50]
- En la línea de tiempo alternativa del evento Flashpoint, Doomsday era parte del "Proyecto Seis" de los militares. Después de ser descubierto dormido en una bóveda subterránea, el ADN del Proyecto Seis fue utilizado por Sam Lane del gobierno para crear supersoldados. El supersoldado voluntario fue Neil Sinclair.[51] Más tarde, el Proyecto Seis, controlado por el general Nathaniel Adam a través de una interfaz mental, fue enviado para atacar a Booster Gold, que se creía que era una amenaza atlante.[52] Durante la batalla, el dispositivo de control de Adam fue interrumpido por una mujer metahumana llamada Alexandra Gianopoulos, lo que provocó que aflorara la verdadera personalidad del Proyecto Seis.[53] El Proyecto Seis atacó y casi mató a Booster Gold, y Booster solo sobrevivió porque el Proyecto Seis estaba en un nivel de evolución más básico que el Doomsday con el que Booster estaba familiarizado. Con la amenaza inmediata derrotada, el Proyecto Seis comenzó a arrasar, matando a personas inocentes, pero después de recuperar la conciencia, Booster Gold volvió a ponerse el casco del Proyecto Seis y devolvió el control al General Adam. Sin embargo, el General, creyendo que el Proyecto Seis era naturalmente tonto e incapaz de hacer nada sin estar bajo el control de otra cosa, atribuyó su alboroto a Booster y ordenó al Proyecto Seis que lo capturara.[54] Cuando el general Adam intentó someter a Booster Gold a un interrogatorio alucinante debido a su incredulidad en la historia de Booster, Booster Gold derribó una viga y le quitó el casco de control. Al mismo tiempo, apareció una imagen del "Proyecto Superman" en la pantalla de una computadora. Los dos eventos hicieron que la verdadera personalidad del Proyecto Seis resurgiera nuevamente. Mientras el Proyecto Seis arrasaba, golpeando brutalmente a Booster Gold, Alexandra se puso el casco de control, lo que lo obligó a abrirse el pecho y suicidarse él mismo.[55]
- En la continuidad de DC Bombshells, Faora se inyecta la sangre de Raven cuando Raven se transformó en un monstruo demoníaco inestable después de la muerte de su padre, alterando su cuerpo para convertirse en la versión de Doomsday de esta dimensión.

## En otros medios

### Televisión

#### Acción en vivo
- Doomsday aparece en la octava temporada de la serie de televisión Smallville.[56] Sam Witwer interpreta a Davis Bloome (Doomsday). En esta adaptación, Doomsday es el hijo del General Zod y Faora. Davis Bloome es un paramédico que entabla una amistad con Chloe Sullivan y se enamora de ella.[56] Aquí se modifica un poco su versión, siendo un alienígena de raza similar a la de Clark Kent que de una manera confusa se transforma en un monstruo, al cual llaman Doomsday. Davis muere al final de la Temporada, tras asesinar a Jimmy Olsen y quien con sus últimas fuerzas, logra matarlo también. La muerte de Davis hace que Zod venga personalmente a la Tierra a enfrentar a Clark durante la temporada siguiente.[56]
- Doomsday aparece en Krypton, interpretado por Staz Nair. Esta versión era originalmente Dax-Baron, un kandoriano con una mutación genética única que estaba convencido de que sería él quien pondría fin a una guerra civil kryptoniana. Con este fin, permitió que los científicos kryptonianos Wedna-El y Van-Zod experimentaran con él hasta que se convirtió en Doomsday a través de la evolución reactiva. Doomsday fue puesto en crioestasis, pero finalmente Seg-El lo libera en el presente, quien busca su poder para detener a Brainiac a pesar de las súplicas de Adam Strange y el conocimiento de lo que Doomsday hará en su momento.[57] El general Zod finalmente captura a Doomsday con la intención de usarlo como arma en su campaña para colonizar otros planetas antes de enviarlo a la luna de Krypton, Wegthor, para derrotar a un movimiento rebelde contra Zod. Si bien se presume que Doomsday murió durante la destrucción de Wegthor, más tarde se lo encuentra en un meteorito congelado.
- En la serie Superman y Lois es creado por Lex Luthor, este último se encuentra con el Superman de una tierra espejo (Mundo Bizarro). Lex al descubrir a este Superman Bizarro experimenta con el de una forma peculiar donde lo mata y resucita una y otra vez hasta que finalmente lo convierte en Doomsday.

#### Animación
- Doomsday aparece en una serie ambientada en el Universo animado de DC (DCAU), con la voz de Michael Jai White.[58] Esta versión es un clon alterado de Superman diseñado genéticamente por el Proyecto Cadmus para servir como superior del primero y adoctrinado con odio. Cuando se volvió demasiado difícil de controlar, Cadmus abandonó el proyecto y lanzó Doomsday al espacio, pero dañó el cohete antes de que pudiera salir de la órbita de la Tierra y se estrelló.
  - Se consideró que Doomsday haría una aparición en Superman: la serie animada, pero el escritor Paul Dini se negó a incluirlo.[59]
  - Doomsday aparece en el episodio de dos partes de la Liga de la Justicia "Un Mundo Mejor". Después de un aterrizaje forzoso en la Tierra, lucha contra los Amos de la Justicia, que llegaron de su universo nativo para imponer su voluntad en una nueva Tierra, hasta que su versión de Superman lo lobotomiza.[60]
  - A partir del episodio de Liga de la Justicia Ilimitada "El Castigo de Doomsday", Cadmus extrajo a Doomsday, cuyo cerebro se había regenerado, y lo mantuvo bajo su custodia hasta que el deshonrado miembro de Cadmus, Achilles Milo, liberó a Doomsday para matar a su superior Amanda Waller. Sin embargo, Doomsday mata a Milo y escapa para luchar contra Superman. Después de una pelea agotadora, Superman finalmente encierra a Doomsday en lava con la esperanza de interrogarlo sobre Cadmus. Cuando esto falla, el primero lo encarcela en la Zona Fantasma.[61][62]
- Doomsday hace un cameo en el episodio de Legión de Superhéroes, "Phantoms", como prisionero de la Zona Fantasma.[63]
- Doomsday aparece en Teen Titans Go!, con la voz de Asher Bishop. Esta versión es infantil y quiere ser amigo de los Jóvenes Titanes.

### Película

#### Acción en vivo
- Doomsday es interpretado por Elden Henson en el cortometraje de 2011 La muerte y el regreso de Superman.[64][65]
- Robin Atkin Downes expresa y captura el movimiento de Doomsday en la película de 2016, Batman v Superman: Dawn of Justice.[66] Después de aprender información kryptoniana de los archivos históricos en una nave de exploración que se estrelló, Lex Luthor usa el cuerpo del General Zod para crear una "Deformidad kryptoniana", un acto que había sido prohibido por el Consejo kryptoniano antes de la destrucción del planeta. Luthor coloca el cadáver sin vida en la Cámara del Génesis y le da vida a la criatura con su propia sangre. En el clímax de la película, Luthor libera a la criatura al salir de su "saco de huevos" para matar a Superman, luego de que Batman se niega a hacerlo, al considerar a la criatura "Doomsday" del Hombre de Acero. Durante la batalla, Doomsday muestra una enorme fuerza sobrehumana, durabilidad y resistencia, así como la capacidad de "evolucionar" y regenerarse a un ritmo increíblemente rápido, aumentando las protuberancias óseas y ganando más masa muscular, además de poder absorber energía y fuego de calor brota de sus ojos y boca. Con la esperanza de incinerarlo, Doomsday sobrevive y absorbe la energía nuclear, ganando la capacidad de descargar explosiones eléctricas de su cuerpo, capaces de nivelar algunas cuadras de la ciudad a la vez. Aunque la Mujer Maravilla pronto se une a la batalla, la fuerza de Doomsday demuestra ser mucho mayor que la de los dos héroes combinados. Sin embargo, Batman luego supone que debido a que Doomsday fue creado a partir de la tecnología kryptoniana, comparte la vulnerabilidad de Superman a la kryptonita. Lois recupera la lanza mientras la Mujer Maravilla corta la mano derecha de Doomsday y lo sostiene con el Lazo de la Verdad y Batman usa su última ronda de kryptonita para debilitar al monstruo. Doomsday es asesinado cuando Superman lo empala con la lanza de kryptonita de Batman, pero no antes de que la criatura tenga la oportunidad de apuñalar al héroe con una nueva protuberancia de hueso de su muñeca cortada, lo que resulta en la muerte de ambos personajes. Sin embargo, Superman más tarde resucitó en la Liga de la Justicia en la cámara utilizada para crear a Doomsday.[67][68]

#### Animación
- Doomsday aparece en la película animada directa a video de 2007 Superman: Doomsday. El origen de Doomsday se simplificó, con un robot de Superman informándole a Superman que los registros kryptonianos lo reportan como un supersoldado biomecánico de Doomsday programado incorrectamente, un arma literal de destrucción masiva o dispositivo del fin del mundo, uno que no podía determinar amigo de enemigo, destruyendo a todos y todo lo que estaba a la vista, "porque debe". Después de una juerga de asesinatos, Superman se enfrentó a una batalla en toda Metrópolis. Doomsday finalmente fue derrotado cuando un Superman gravemente herido lo llevó al espacio exterior, luego regresó con él, lo arrojó contra el pavimento y lo mató. La explosión resultó en la herida mortal de Superman, aunque el robot descubrió que la condición de Superman era simplemente un estado de curación metabólica reducido similar a la muerte. A diferencia de los cómics, no había nada que indicara que Doomsday regresara de entre los muertos.[69]
- Un ejército de clones de Doomsday aparece en Superman/Batman: Apocalypse. Son creados por Darkseid y enviados para atacar Themyscira. Sin embargo, estos clones son significativamente más débiles que el Doomsday original. Después de una larga batalla, los clones de Doomsday mueren cuando Superman usa su visión de calor para incinerarlos. Después de la batalla, los héroes se dan cuenta de que los clones solo se usaron para distraerlos cuando Darkseid mató a Lyla y secuestró a Kara Zor-El.[70]
- Doomsday aparece en una película animada de dos partes que sirve como una readaptación más fiel de La muerte de Superman ambientada en la continuidad de la película animada que comenzó en Justice League: The Flashpoint Paradox y Justice League: War. En la primera parte, titulada La muerte de Superman, el meteorito que sostiene a Doomsday emergió de un Boom Tube y se estrella contra la Tierra mientras destruye la lanzadera de Hank Henshaw. Doomsday, cuyo traje de contención se destruye gradualmente, se desboca y domina a la mayoría de la Liga de la Justicia mientras llega a Metrópolis. Cuando Doomsday derrota a Wonder Woman y casi la mata con su propia espada rota, Superman llega y se enfrenta al monstruo. A lo largo de la pelea, Doomsday se adapta continuamente y gana nuevas habilidades para combatir a su oponente kryptoniano. Lex Luthor se lanza a la refriega con un traje de guerra e intenta destruir a Doomsday él mismo para ganar la gloria (y obtener una muestra de él para su proyecto de clonación), pero la bestia destruye su traje y casi mata a Luthor hasta que Superman lo salva y continúa la lucha. La larga pelea resultante pasa factura al bienestar físico de Superman antes de que el intento de Lois de salvar a Superman provoque que Doomsday la ejecute a través de una protuberancia ósea, a la que Superman la salva volando hacia Doomsday lo suficientemente fuerte como para romper el cuello del monstruo, pero es ensartado en el espiga de hueso y muere a causa de sus heridas en los brazos de Lois. Al final de la película, el cadáver de Doomsday está bajo la custodia de S.T.A.R. Labs. El destino exacto de Doomsday nunca se establece, pero Reign of the Supermen revela que en realidad es un arma biológica creada por Darkseid y enviada a la Tierra para matar a Superman antes del próximo ataque de Darkseid, que también fue la razón por la que el meteorito destruyó la lanzadera de Henshaw cuando llegó a la Tierra. órbita cuando Darkseid fue capaz de reconstruir a Henshaw como un clon de Superman medio robótico y lavarle el cerebro para que sirviera como agente de Darkseid.
- En Justice League Dark: Apokolips War, se muestra que Darkseid tiene un ejército de Paradooms, que son híbridos genéticos de Doomsday y los Parademons que había creado para fortalecer su ejército.
- Una ilusión de Doomsday hace un cameo en Injustice.

#### Vídeos web
- Doomsday aparece en el cortometraje de 2012 The Death and Return of Superman de Max Landis. Doomsday, interpretado por Elden Henson, es creado por Bertron y luego va a Metrópolis y mata a Superman.

### Videojuegos
- Aparece como un villano en el juego DC Universe Online.[71]
- En Injustice: Gods Among Us aparece como un personaje jugable;[72] en el modo historia, al haber dos dimensiones, hay dos Doomsday, el original es derrotado por Superman al principio de la historia, este último le comenta a Batman que lo llevó a un planeta deshabitado, el segundo es igualmente derrotado por el Superman maligno, además le adhiere un chip y varios complementos mecánicos para volverlo su rehén.[73] En el último episodio es enviado a asesinar al Superman original, es llevado por este último a la Fortaleza de la Soledad para evitar destruir la ciudad con la batalla, vuelve a ser derrotado pero está vez lo encierra en la Zona Fantasma.[74]